# Église Saint-Sylvestre de Malicorne-sur-Sarthe
Pour les articles homonymes, voir église Saint-Sylvestre.
L'église Saint-Sylvestre est une église située à Malicorne-sur-Sarthe, dans le département français de la Sarthe.

## Historique
Avant d'être église paroissiale, construite au XIe siècle, elle dépendait du prieuré des moines de Saint-Aubin d'Angers, datant du Xe siècle, fondé par le seigneur de Malicorne dans le village.
La chapelle Sainte-Anne, en l'église, est fondée en 1511. En 1767, trois nouvelles cloches sont bénites et installées pour être en accord de tierce majeur.
L'édifice est classé au titre des monuments historiques le 8 octobre 1984.

## Description
L'église renferme un certain nombre d'œuvres classées monuments historiques au titre d'objets
, notamment :
- Retable du Maître-autel du XVIIe siècle en bois et marbre, et ses trois statues, classé en 1908[4]. Ce retable provient de l'ancienne chapelle du château de Varennes-l'Enfant.
- Lavabo en niche en pierre taillée, du XVe siècle, classé en 1981[5].
- Groupe sculpté en terre cuite, du XVIe siècle, intitulé L'éducation de la Vierge, classé en 1908[6].
- Monument funéraire en pierre taillée du XVe siècle, classé en 1902[7]. Ce gisant, trouvé dans le caveau sépulcral, sous la chapelle des Seigneurs, en l'église, est celui d'un seigneur de Malicorne, de la famille de Chaources.

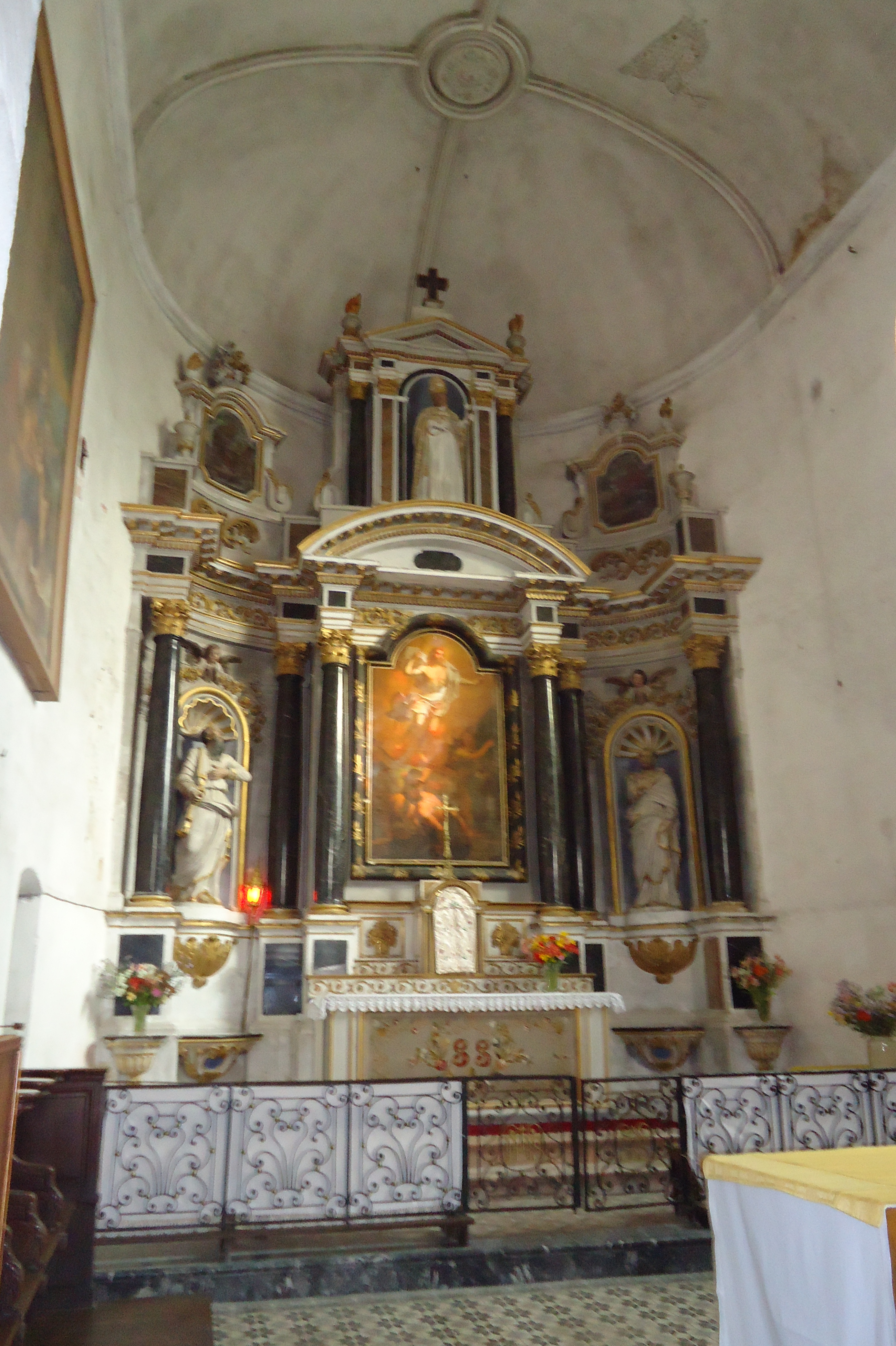
Le retable du maître-autel.
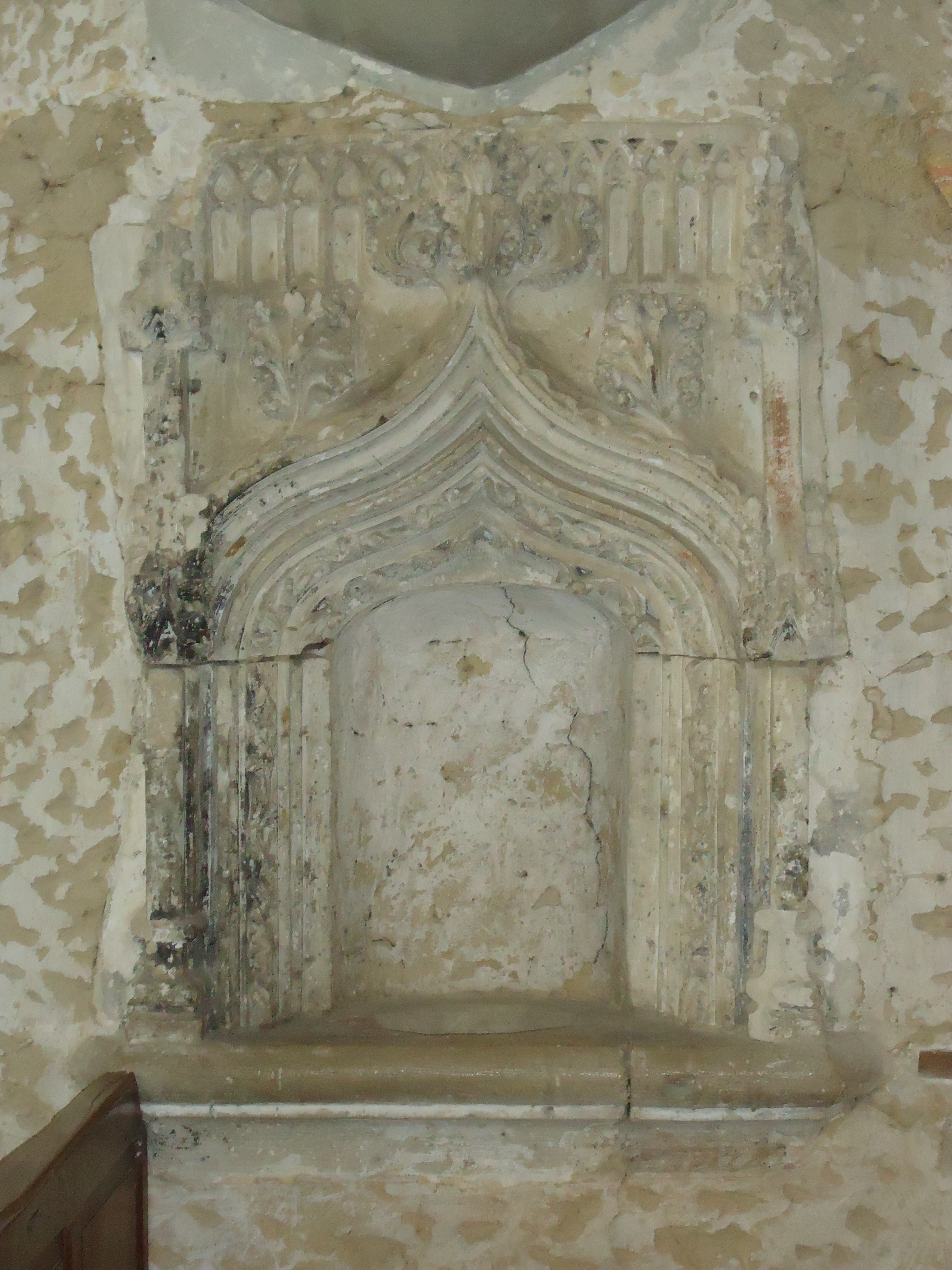
Le lavabo en niche.
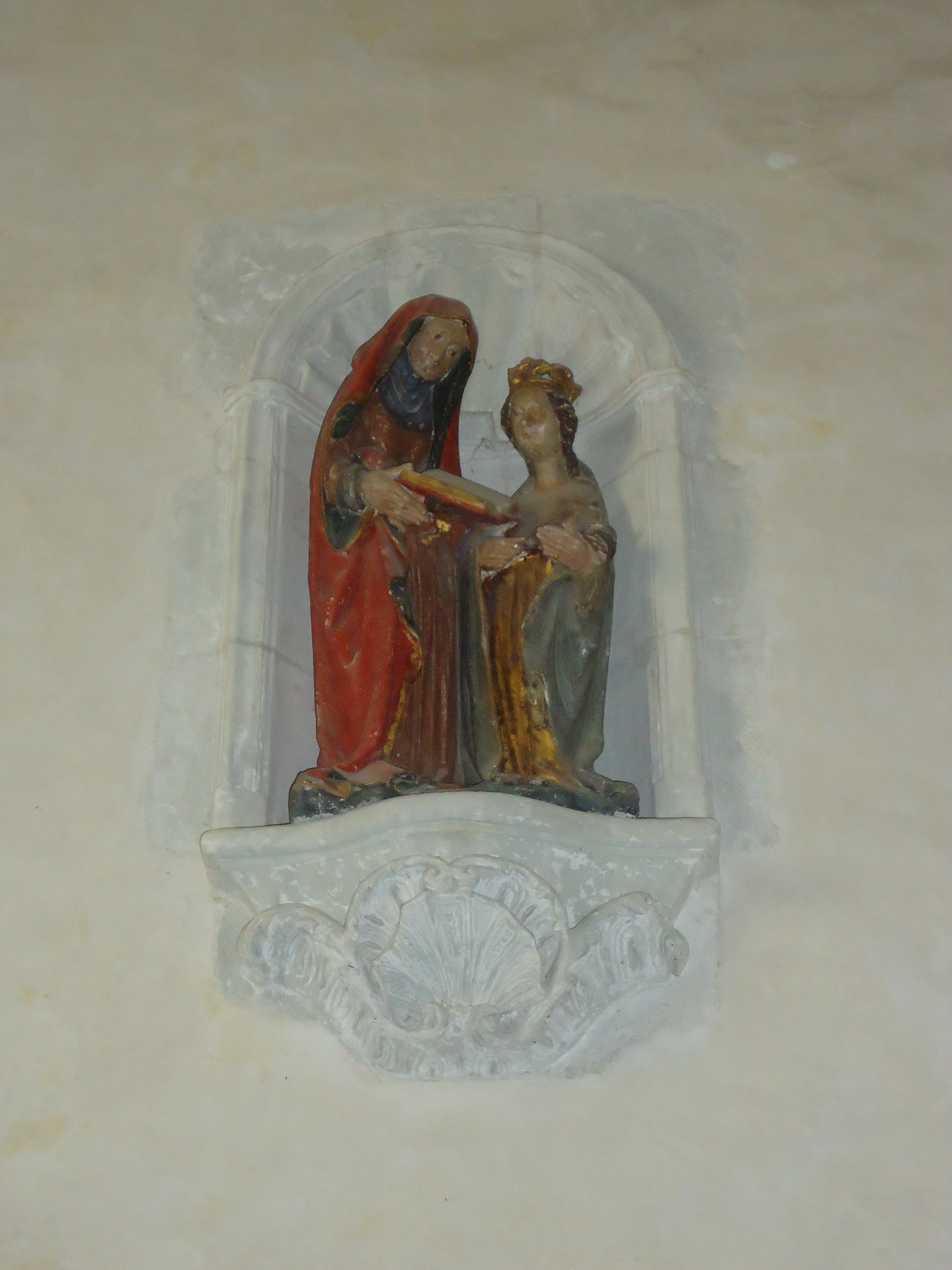
Le groupe sculpté "l'éducation de la Vierge".
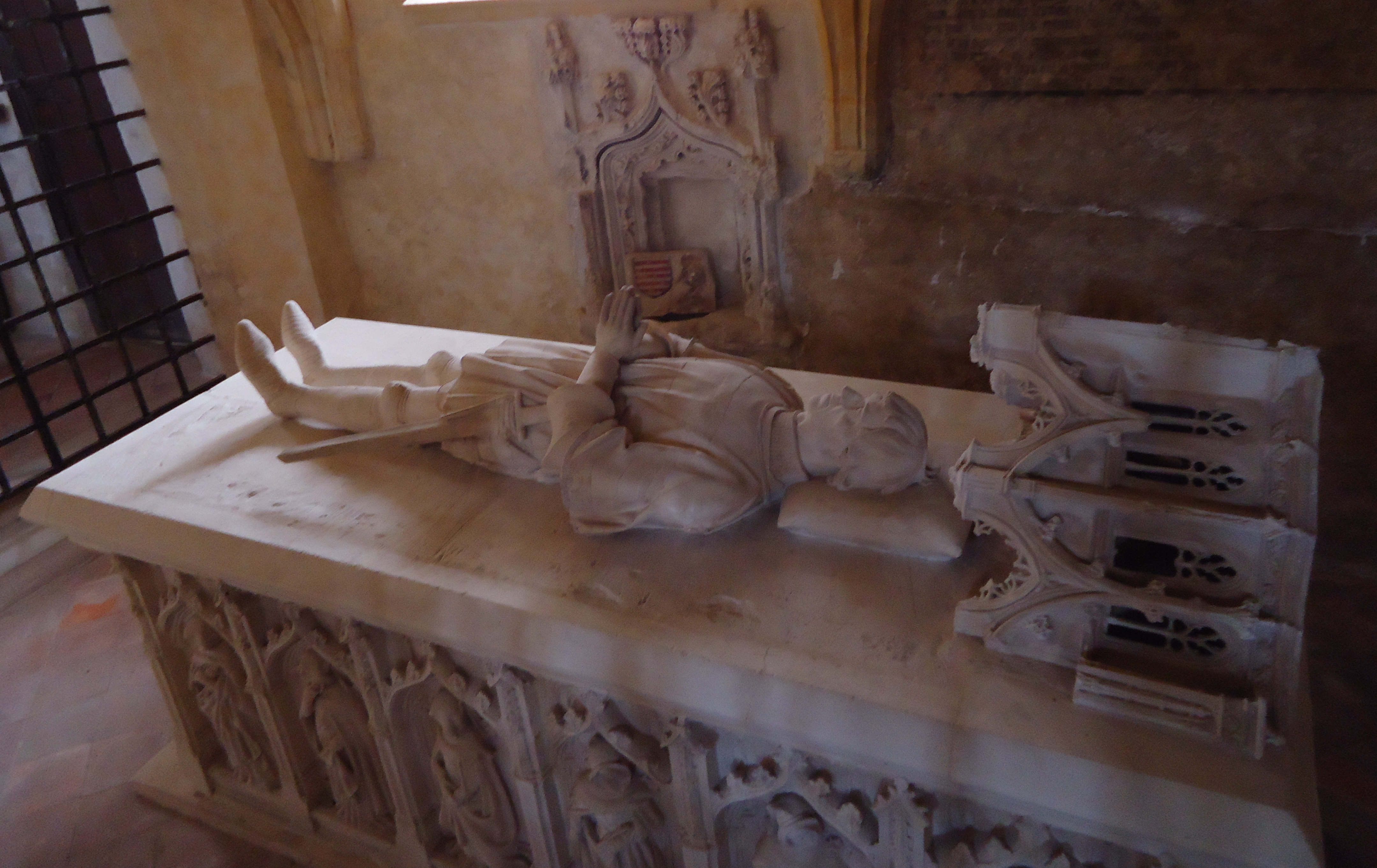
Le gisant d'un seigneur de Malicorne.